# 人狼III之袋魔
《人狼III之袋魔》（英語：Howling III）是一部1987年的澳大利亚喜劇恐怖電影，也是《破膽三次》的续集，由菲利普·莫拉（Philippe Mora）执导，在澳大利亚悉尼及周边地区拍摄完成。影片由巴里·奥托（Barry Otto）、伊莫金·安尼斯利（Imogen Annesley）和马克斯·费尔柴尔德（Max Fairchild）主演，是《破膽三次》系列中唯一一部被评为PG-13级的影片，也是最后一部在影院上映的电影。在这部续集中，狼人进化出了一种新的特性——雌性狼人拥有类似有袋類动物的育儿袋，用于抚养幼崽。科学家想要研究它们，而士兵们则在澳大利亚的内陆追踪并猎杀它们。
尽管《破膽三次》系列小说的作者加里·布兰德纳（Gary Brandner）同意导演买下《破膽三次》名字的使用权，并且影片的片头字幕声称是根据布兰德纳的小说《破膽三次3：回声》（The Howling III: Echoes）改编的，但小说的背景设定在美国，故事与电影截然不同，仅在剧情和对狼人的同情视角上有些许相似之处。这一特性后来在《人狼VI之怪物》中得以重现。

## 剧情
哈里·贝克迈耶是一位澳大利亚人类学家，他获得了一段1905年的电影资料，显示澳大利亚土著人正在仪式性地献祭一只狼形生物。由于听闻西伯利亚发生狼人杀人事件的报告，他想要向美国总统警告狼人攻击的威胁，但总统对此不以为然。与此同时，年轻的澳大利亚狼人洁宝娃逃离了性虐成性的继父赛罗。洁宝娃在悉尼歌剧院附近的长椅上过夜时，被年轻的美国人多尼·马丁发现，对方邀请她参与恐怖片《变形者第8集》的拍摄。导演杰克·西特伦对她的表演天赋大加赞赏，立即录用了她。
洁宝娃和多尼一起观看一部描绘狼人变形的电影后，坚持认为变形场景不准确，还向不相信她的多尼坦白自己是狼人。发生性关系后，多尼发现洁宝娃的下腹部覆盖着柔软的白色绒毛，还有一道大疤痕。在电影的杀青派对上，洁宝娃因受到频闪灯光的刺激开始变形。她逃离派对，却被一辆汽车撞倒。在医院里，医生发现她有一个类似有袋类动物的育儿袋，背部还有像袋狼一样的条纹毛发。他们还发现洁宝娃怀孕了，就她奇特的解剖学结构询问多尼。
贝克迈耶的父亲在录制一段土著村民猎杀狼人的影片后失踪于内陆地区。洁宝娃的三个姊妹追踪到悉尼，将她带回狼人聚集的隐秘小镇“弗洛”（Flow，反转拼写即“狼”）。贝克迈耶和同事夏普教授一晚在观看来访的芭蕾舞团排练时，目睹俄罗斯首席女舞者奥尔加·戈尔基变成狼人，令舞团震惊。她被捕后带到实验室，但很快逃脱，前往“弗洛”，狼人群体希望她成为赛罗的伴侣。
洁宝娃生下了一只狼人婴儿，婴儿爬进她的育儿袋。多尼告诉贝克迈耶，他的女友来自“弗洛”，他们正努力寻找她。洁宝娃闻到多尼的气味后，在夜间与他会面，向他展示他们的狼人儿子，并告知即将到来的危险；两人随后逃往山中。第二天，政府特遣队抓获了狼人群体。贝克迈耶说服奥尔加让科学家研究她和赛罗。然而，当赛罗因频闪灯的折磨而变形时，贝克迈耶解救了他和奥尔加，并与他们一起逃往内陆，找到肯迪、多尼、洁宝娃和婴儿。
肯迪召唤出幻影狼的灵魂，屠杀了追捕他们的猎人，但他因此死亡。狼群烧掉他的遗体，但浓烟引来仍在追踪他们的士兵。肯迪的骸骨袭击士兵，但最终被机枪摧毁。夜间，赛罗召唤灵魂变成一头巨狼，袭击剩余的士兵，最终被一发火箭筒炸死，摧毁了士兵的营地。奥尔加和贝克迈耶相爱，并与洁宝娃和多尼一起隐居于河畔的营地。最终，洁宝娃和多尼隐姓埋名离开，而贝克迈耶夫妇则留在后方抚养兒女。夏普找到贝克迈耶，告知他所有狼人都因遭受的犯罪行为而被赦免。贝克迈耶夫妇返回城市生活。
在洛杉矶的一堂课上，贝克迈耶遇到年轻人扎克，他自称是洁宝娃和多尼的儿子。扎克告诉贝克迈耶，他的父母现居洛杉矶并有新身份：洁宝娃成为著名演员“洛雷塔·卡森”，多尼则是著名导演“萨利·斯佩林伯格”。当晚，奥尔加和贝克迈耶在电视上观看洁宝娃在由戴姆·埃德娜·埃弗里奇主持的颁奖典礼中赢得最佳演员奖。当洁宝娃上台领奖时，闪光灯和舞台灯光令她变成狼人。奥尔加也变形了，令她的丈夫震惊。洁宝娃开始攻击现场观众，而她的姊妹们则兴奋地嚎叫。镜头转向夏普，他在客厅里背对着挂有袋狼照片的镜框奸笑。

## 演员
- 巴里·奥托（Barry Otto）饰 哈里·贝克迈耶教授（Professor Harry Beckmeyer）
- 伊莫金·安尼斯利（Imogen Annesley）饰 洁宝娃（Jerboa）
- 马克斯·费尔柴尔德（Max Fairchild）饰 赛罗（Thylo）
- 拉尔夫·科特里尔（Ralph Cotterill）饰 夏普教授（Professor Sharp）
- 雷·比奥洛斯（Leigh Biolos）饰 多尼·马丁（Donny Martin）
- 弗兰克·斯林（Frank Thring）饰 杰克·西特伦（Jack Citron）
- 迈克尔·佩特（Michael Pate）饰 总统（President）
- 巴瑞·哈姆弗莱斯 饰 奥斯卡颁奖主持人（Academy Award Presenter）
- 卡罗尔·斯金纳（Carole Skinner）饰 亚拉（Yara）
- 布莱恩·亚当斯（Brian Adams）饰 米勒将军（General Miller）
- 克里斯托弗·佩特（Christopher Pate）饰 特工（Agent）
- 达格玛·布拉霍娃（Dagmar Bláhová）饰 奥尔加·戈尔克（Olga Gork）
- 伯南·伯南（Burnum Burnum）饰 肯迪（Kendi）
- 史蒂夫·肖（Steve Shaw）饰 恐怖片演员（Horror Movie Actor）
- 鲍勃·巴雷特（Bob Barrett）饰 警察（Policeman）
- 弗雷德·威尔士（Fred Welsh）饰 丹·拉格尔（Dan Ruggle）
- 约翰·尤因（John Ewing）饰 福斯特将军（General Forster）
- 格伦达·林斯科特（Glenda Linscott）饰 巴卢（Bahloo）

## 制作
《人狼III之袋魔》被认为是《破膽三次》系列中的独立影片。尽管菲利普·莫拉（Philippe Mora）曾执导《你妹妹是狼人》，但《人狼III之袋魔》中没有出现前两部影片的角色或情节关联。此外，这部电影中的狼人形象更具同情性。
莫拉对《你妹妹是狼人》的故事情节以及制片人在他离开后添加的额外镜头（例如更多裸露镜头）感到不满。
为了弥补之前的不足，莫拉决定亲自制作第三部影片，并与联合制片人查爾斯·華特斯特里特（Charles Waterstreet）一起筹集资金。当莫拉向《破膽三次》版权持有者史蒂文·莱恩（Steven Lane）提出他的构想后，莱恩同意按照莫拉的建议，将版权转让给一家澳大利亚公司。莫拉的创意灵感来源于塔斯马尼亚虎，并将故事重新构建为支持狼人的视角，以颠覆传统的恐怖片亚类型惯例。